# خيتي السابع
خيتي السابع، (بالإنجليزية: Khety VII)‏. هو خامس ملوك الأسرة المصرية العاشرة في عصر الدولة القديمة خلال الفترة الانتقالية الأولى، (2181-2055 قبل الميلاد).

## قائمة ملوك الأسرة العاشرة
| الاسم       | ملاحظات                     |
| ----------- | --------------------------- |
| خيتي الثاني |                             |
| رع خيتي     | هو الملك (سي)               |
| خيتي السادس | رابع ملوك الأسرة            |
| خيتي السابع | خامس ملوك الأسرة            |
| خيتي الخامس | 2130 - ؟                    |
| خيتي الرابع | الملك الأخير من ملوك الأسرة |